# Guldbröllopshemmet

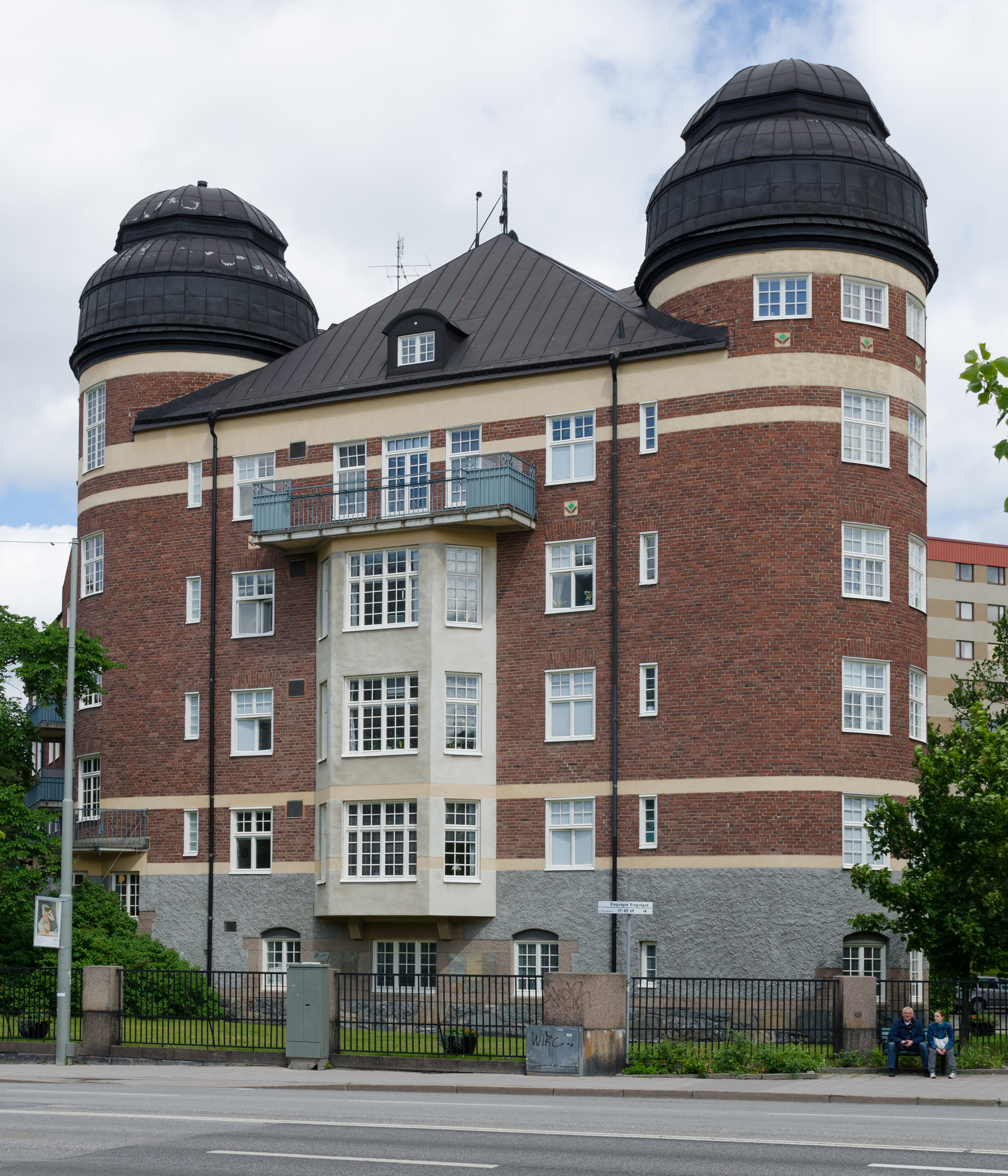
Guldbröllopshemmet från Ringvägen.

Guldbröllopshemmet, ålderdomshem på Tideliusgatan 16 på Södermalm i Stockholm.
Det uppfördes 1913 för gifta åldringar som en del i dåvarande Rosenlunds Åldersdomshem, senare Rosenlunds sjukhus.  Byggnaden tillkom i samband med Oscar II:s och drottning Sofias guldbröllop 1907. Som mest bodde 1160 personer inom hela Rosenlunds Sjukhus. Den ritades av Hjalmar Cederström Fastigheten ägs och förvaltas av Micasa Fastigheter.